# Ernst Johann Friedrich Mantzel (der Ältere)

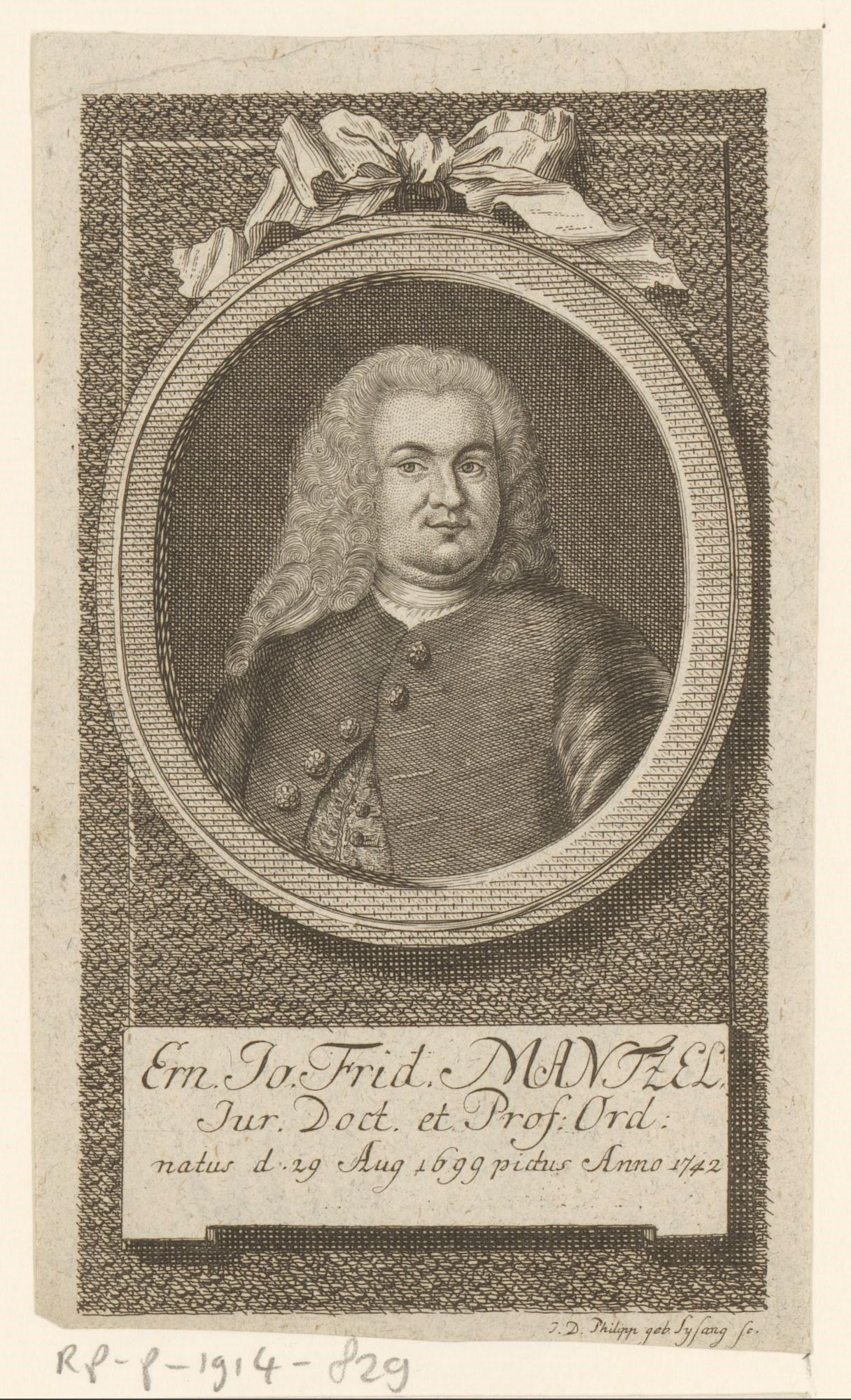
Ernst Johann Friedrich Mantzel

Ernst Johann Friedrich Mantzel, genannt der Ältere (* 29. August 1699 in Jördenstorf; † 16. April 1768 in Bützow) war ein deutscher Theologe, Rechtswissenschaftler und Hochschullehrer.

## Leben
Ernst Johann Friedrich Mantzel entstammt einer weitläufigen Gelehrtenfamilie von Theologen und Juristen, die seit Ende des 16. Jahrhunderts in Mecklenburg heimisch war. Er wurde geboren als ältester Sohn des Pastors an der Dorfkirche Jördenstorf, Caspar Mantzel (1666–1735) und dessen Frau Maria, geb. Rosenow, einer Pastorentochter  aus Jördenstorf. Der namensgleiche mecklenburgische Jurist Ernst Johann Friedrich Mantzel (der Jüngere) (1748–1806) war sein Enkel. Der Rostocker Professor der Griechischen Sprache (rätlich) Johann Mantzel (1643–1716) war sein Onkel.
Mantzel wurde bis auf die letzten zwei Jahre vor Aufnahme seines Studiums von seinem Vater unterrichtet. Auf Wunsch seines Vaters studierte er zunächst an der Universität Rostock bei Johann Joachim Weidner Theologie. Schon im zweiten Semester hatte er in der öffentlichen Festdisputation zum Reformationsjubiläum 1717 die Festschrift Weidners zu verteidigen. Zum 300-jährigen Jubiläum der Rostocker Universität 1719 verteidigte er öffentlich seine erste wissenschaftliche Arbeit De commercio peculiari sanctorum Dei virorum cum viris quibusdam exteris, die sich mit den Heiligen des Alten und des Neuen Testaments befasste. Die dem Vater zuliebe zurückgestellte Neigung Mantzels ging auf rechtswissenschaftliche, nicht auf theologische Studien. Neben dem Studium der Theologie wandte er sich seiner eigentlichen Neigung, der Rechtswissenschaft, zu und hörte bei Stein und Jakob Carmon juristische Vorlesungen. Nach seinem Wechsel an die Universität Wittenberg gestattete sein Vater ihm auch den Wechsel des Studienfachs, wo er in den Rechtswissenschaften von Johannes Balthasar Wernher, Menke und Christoph Heinrich von Berger geprägt wurde. 1720 kehrte er zur Promotion nach Rostock zurück. Er verteidigte 1720 seine erste Dissertation De scientiis quae iurisprudentiae studium potissimum adjuvant et exornant und wurde am 23. September 1721 mit einer weiteren Dissertation mit dem Titel De potioribus aetatum privilegiis promoviert.
Danach nahm er seine Vorlesungstätigkeit an der Universität Rostock auf und erhielt an dieser vom Rat der Stadt Rostock und vom Landesherrn gemeinsam verwalteten Universität zum Beginn des Jahres 1722 vom Senat der Hansestadt Rostock eine Professur für Moral, da eine juristische Professur im Stellenplan für ihn nicht frei war. Dort erwarb auch den Magistergrad. 1730 wurde er Professor für Institutionen an der rechtswissenschaftlichen Fakultät der Universität Rostock, wiederum auf Berufung des Rostocker Rates. Ab 1735 geriet er mit dem Satyriker Christian Ludwig Liscow in Streit. 1746 erfolgte seine nächste Berufung, diesmal durch den mecklenburgischen Landesherrn, auf den Lehrstuhl für Pandekten, so dass er Mitglied des herzöglichen Teils des Collegiums wurde. Bei der Spaltung der Universität Rostock ging Mantzel 1760 mit dem gesamten Collegium Ducale an die vom Herzog neu gegründete Universität Bützow, wo er bis zu seinem Lebensende die erste juristische Professur innehatte.
Mantzel war mehrfach Rektor der Universität Rostock. Für das herzogliche Haus war er nebenamtlich auch als Konsistorialrat tätig und wurde mit dem Charakter eines Kanzleirats ausgezeichnet. In Bützow war Mantzel 1762 und 1767/68 Rektor der Universität.
Sein Sohn, (Johann) Heinrich Mantzel (1723–1762), der als Magister an der Universität Rostock und als Pastor an der Petrikirche in Rostock tätig war, ist bereits 1762 verstorben.

## Schriften
Mantzel hat eine Vielzahl von Schriften hinterlassen, die er selbst katalogisiert hat:
- Catalogus disputationum programmatum aliorumque scriptorum pariter ac orationum etiam hactenus ineditarum D. Ern. Jo. Fried. Mantzeln 1749 mit einem Nachtrag aus dem Jahr 1757. Eine Zusammenfassung dieser beiden Kataloge mit einer weiteren Ergänzung bis 1763 wurde ebenfalls von ihm in Druck gegeben.
- De commercio peculiari sanctorum Dei virorum cum viris quibusdam exteris (Dissertation, 1721)
- Pandectae juris Mecklenburgici (Fragmente)
- Selecta juridica Rostochiensia
- Jus Mecklenburgicum et Lubecense illustratum

Mantzel war Herausgeber von Etwas von gelehrten Rostockschen Sachen (1737–1748) und Redakteur der Bützowschen Ruhestunden (1761–1767).